# 1934
1934. је била проста година.

## Догађаји

### Јануар
- 1. јануар — Острво Алкатраз је постало федерални затвор САД.
- 17. јануар — САД су платиле Данској 25 милиона долара за Девичанска острва.
- 26. јануар — Немачко-пољски пакт о ненападању

### Фебруар
- 6. фебруар — Масе окупљене на скупу удружења крајње деснице су покушале да изврше државни удар против Треће француске републике.
- 9. фебруар — Југославија, Грчка, Турска и Румунија у Атини потписале Балкански пакт, одбрамбени савез од бугарских и италијанских аспирација.
- 12. фебруар — Почео је Аустријски грађански рат између левичарских странака и десничарских странка.
- 16. фебруар — Окончан је Аустријски грађански рат поразом социјалдемократа и републиканског Шуцбунда.

### Март
- 24. март — Конгрес САД је усвојио Тајдингс-Макдафијев закон, дозволивши Филипинима већи степен самоуправе од САД.

### Мај
- 19. мај — Звено и бугарска војска су извели државни удар у Бугарској и поставили Кимона Георгијева за новог премијера Бугарске.
- 23. мај — У Луизијани у окршају с полицијом убијени су Бони Паркер и Клајд Бароу.

### Јун
- 30. јун — Уз подршку војних кругова Хитлер, под оптужбом да су припремали заверу, ликвидирао на стотине блиских сарадника у „Ноћи дугих ножева“, међу њима Ернста Рема и Грегора Штрасера.

### Јул
- 25. јул — Аустријски нацисти убили канцелара Енгелберта Долфуса у неуспелом покушају пуча

### Август
- 2. август — Адолф Хитлер постао Фирер Немачке, поставши шеф државе као и канцелар
- 19. август — Гласачи су у на референдуму у Немачкој одобрили спајања функција канцелара и председника, чиме је одобрено Хитлерово преузимање врховне власти.

### Септембар
- 8. септембар — Путнички брод Моро Касл изгорео је на обали Њу Џерзија на свом путовању до Њујорка из Хаване на Куби при којом приликом је погинуло 137 путника.
- 19. септембар — Совјетски Савез постао члан Лиге народа

### Октобар
- 9. октобар —  Атентат на југословенског краља Александра Карађорђевића у Марсељу. Извршио га је Владо Черноземски члан ВМРО. Том приликом је убијен и Луј Барту, министар Француске који је радио на зближавању Француске са Пољском, Чехословачком, Румунијом и Југославијом.

### Датум непознат
- Википедија:Непознат датум — Изграђен мост „Витешког краља Александра“, познат као „трамвајски“ мост преко Саве. У рату је овај ланчани мост срушен и на његовим стубовима је изграђен данашњи „Бранков мост“.

## Рођења

### Јануар
- 1. јануар — Татјана Бељакова, српска глумица (прем. 2022)[1]
- 8. јануар — Жак Анкетил, француски бициклиста (прем. 1987)[2]
- 8. јануар — Александра Рипли, америчка књижевница (прем. 2004)[3]
- 11. јануар — Мичел Рајан, амерички глумац (прем. 2022)[4]
- 22. јануар — Јован Деретић, српски историчар књижевности (прем. 2002)[5]

### Фебруар
- 11. фебруар — Џон Сертиз, енглески аутомобилиста, возач Формуле 1 (прем. 2017)[6]
- 12. фебруар — Бил Расел, амерички кошаркаш и кошаркашки тренер (прем. 2022)[7]
- 13. фебруар — Џорџ Сегал, амерички глумац и музичар (прем. 2021)[8]
- 18. фебруар — Пако Рабан, шпански модни дизајнер (прем. 2023)[9]

### Март
- 9. март — Јуриј Гагарин, руски пилот и космонаут, први човек у космосу (прем. 1968)[10]
- 9. март — Милан Мушкатировић, југословенски ватерполо голман (прем. 1993)[11]
- 26. март — Алан Аркин, амерички глумац, редитељ и сценариста (прем. 2023)[12]
- 31. март — Ричард Чејмберлен, амерички глумац и певач (прем. 2025)[13]
- 31. март — Ширли Џоунс, америчка глумица и певачица[14]

### Април
- 7. април — Ташко Начић, српски глумац (прем. 1993)[15]
- 23. април — Миодраг Илић, српски књижевник, драмски писац и публицист
- 24. април — Ширли Маклејн, америчка глумица, певачица, плесачица и списатељица[16]

### Мај
- 17. мај — Дејан Мијач, српски редитељ (прем. 2022)[17]
- 18. мај — Никола Симић, српски глумац и комичар (прем. 2014)[18]
- 30. мај — Алкетас Панагулијас, грчки фудбалер и фудбалски тренер (прем. 2012)[19]
- 31. мај — Рада Ђуричин, српска глумица (прем. 2024)[20]

### Јун
- 16. јун — Бил Кобс, амерички глумац (прем. 2024)[21]

### Јул
- 1. јул — Сидни Полак, амерички редитељ, продуцент и глумац (прем. 2008)[22]
- 11. јул — Ђорђо Армани, италијански модни креатор
- 13. јул — Воле Сојинка, нигеријски драматург, песник и есејиста, добитник Нобелове награде за књижевност (1984)[23]
- 17. јул — Радмила Радовановић, српска глумица (прем. 2018)[24]
- 18. јул — Дара Чаленић, српска глумица (прем. 2021)[25]
- 22. јул — Луиза Флечер, америчка глумица (прем. 2022)[26]

### Август
- 7. август — Марија Кон, хрватска глумица (прем. 2018)[27]
- 11. август —Данило Бата Стојковић, српски глумац (прем. 2002)[28]
- 14. август —Вернон Добчеф, француско енглески глумац
- 20. август — Фреди Перлман, чешко-амерички анархиста, писац, теоретичар и музичар (прем. 1985)
- 30. август — Гроздана Олујић, српска списатељица, есејисткиња, преводитељка и антологичарка (прем. 2019)[29]

### Септембар
- 3. септембар — Фреди Кинг, амерички блуз музичар (прем. 1976)[30]
- 17. септембар — Морин Коноли, америчка тенисерка (прем. 1969)[31]
- 20. септембар — Софија Лорен, италијанска глумица[32]
- 21. септембар — Ленард Коен, канадски музичар и књижевник (прем. 2016)[33]
- 28. септембар — Брижит Бардо, француска глумица, певачица и модел[34]

### Октобар
- 7. октобар — Улрике Мајнхоф, немачка новинарка и терористкиња (прем. 1976)[35]
- 13. октобар — Нана Мускури, грчка певачица[36]
- 14. октобар — Љубомир Поповић, српски сликар (прем. 2016)[37]
- 15. октобар — Слободан Алигрудић, српски глумац (прем. 1985)[38]
- 28. октобар — Хулио Хименез, шпански бициклиста (прем. 2022)[39]
- 30. октобар — Милић од Мачве, српски сликар (прем. 2000)[40]

### Новембар
- 2. новембар — Кен Роузвол, аустралијски тенисер[41]
- 10. новембар — Бора Спужић, српски певач (прем. 2002)[42]
- 12. новембар — Чарлс Менсон, амерички злочинац и вођа секте (прем. 2017)[43]

### Децембар
- 9. децембар — Џуди Денч, енглеска глумица[44]
- 14. децембар — Ружица Сокић, српска глумица (прем. 2013)[45]
- 27. децембар — Лариса Латињина, совјетска и украјинска гимнастичарка[46]
- 28. децембар — Меги Смит, енглеска глумица (прем. 2024)[47]
- 30. децембар — Дел Шенон, амерички музичар (прем. 1990)[48]

## Смрти

### Јануар
- 8. јануар — Андреј Бели, руски књижевник (* 1880).
- 29. јануар — Фриц Хабер, немачки хемичар. (* 1868).[49]

### Фебруар
- 17. фебруар — Алберт I, краљ Белгије

### Март
- 20. март — Ема од Валдека и Пирмонта, холандска краљица[50]

### Април
- 9. април — Сафвет-бег Башагић, југословенски песник и историчар[51]

### Мај
- 25. мај — Густав Холст, енглески композитор[52]

### Јун
- 30. јун — Густав фон Кар, немачки политичар[53]
- 30. јун — Грегор Штрасер, немачки политичар[54]
- 30. јун — Курт фон Шлајхер, немачки политичар[55]

### Јул
- 1. јул — Ернст Рем, немачки политичар[56]
- 4. јул — Марија Кири, француска хемичарка и физичарка (* 1867)[57]
- 22. јул — Џон Дилинџер, амерички криминалац[58]
- 25. јул — Енгелберт Долфус, аустријски политичар и диктатор. (* 1892)[59]
- 25. јул — Нестор Махно, украјински анархиста

### Август
- 2. август — Паул фон Хинденбург, немачки генерал и политичар[60]

### Октобар
- 9. октобар — Александар I Карађорђевић, југословенски краљ. (* 1888)[61]
- 15. октобар — Ремон Поенкаре, француски политичар[62]

### Новембар
- 23. новембар — Ђовани Брунеро, италијански бициклиста. (*1895)[63]

### Децембар
- 1. децембар — Сергеј Киров, совјетски политичар[64]

## Нобелове награде
- Физика — Награда није додељена
- Хемија — Харолд Клејтон Јури
- Медицина — Џорџ Хојт Випл, Џорџ Ричардс Мајнот и Вилијам Пари Мерфи
- Књижевност — Луиђи Пирандело
- Мир — Артур Хендерсон (УК)
- Економија — Награда у овој области почела је да се додељује 1969. године